# Königliche Bibliothek der Niederlande

Logo

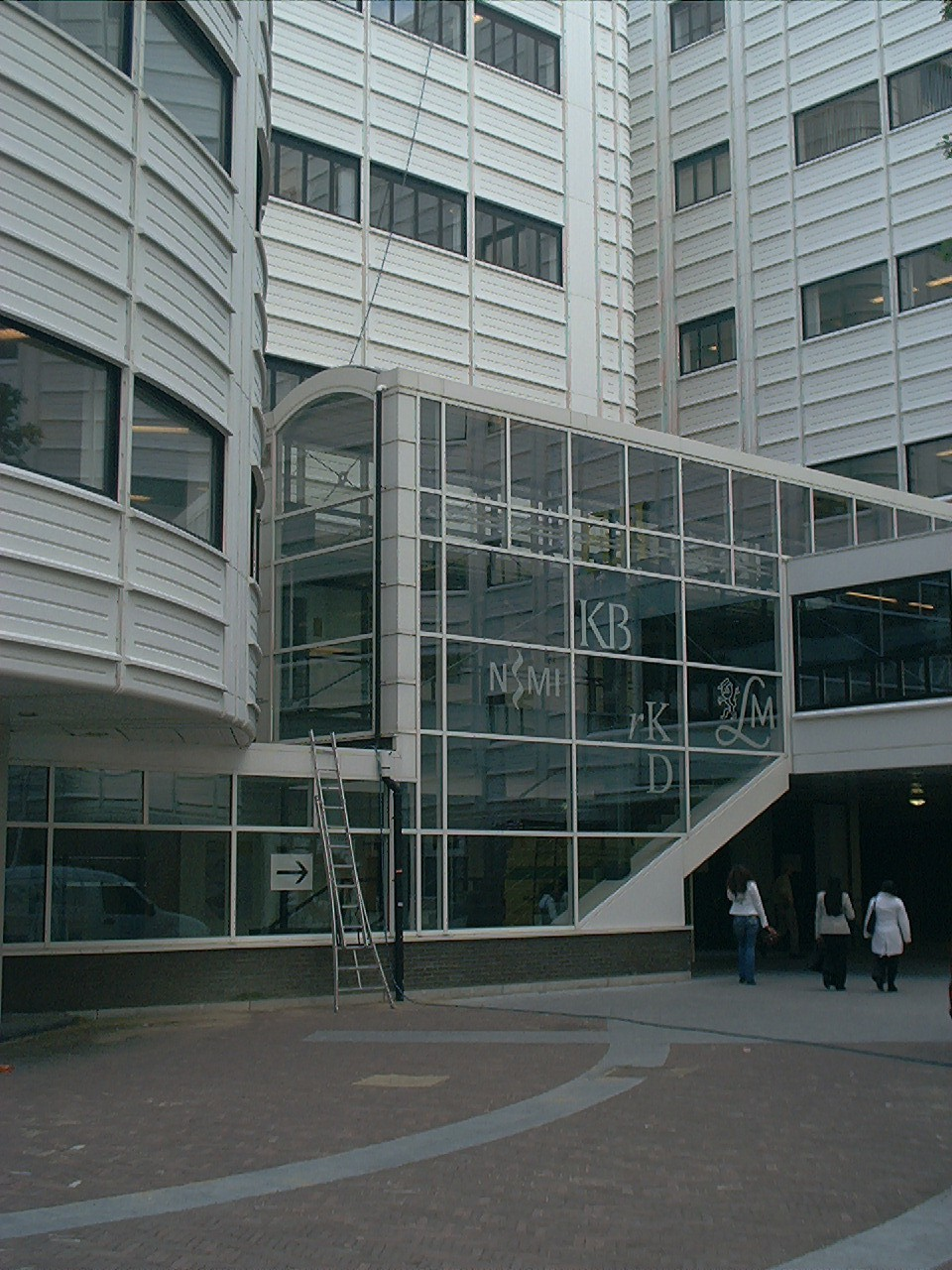
Königliche Bibliothek in Den Haag

Die Königliche Bibliothek der Niederlande (niederländisch Koninklijke Bibliotheek, Abkürzung: KB) ist die Nationalbibliothek der Niederlande mit Sitz in Den Haag.
Die Bibliothek wurde 1798 gegründet und erhielt 1806 von König Louis Bonaparte den Prädikat 'Königlich'. Die Institution ist seit 1993 eine unabhängige Verwaltungseinrichtung, die größtenteils vom Ministerium für Bildung, Kultur und Wissenschaft finanziert wird. 2020 wurde der Name in KB, Nationale Bibliotheek, geändert.

## Aufgaben

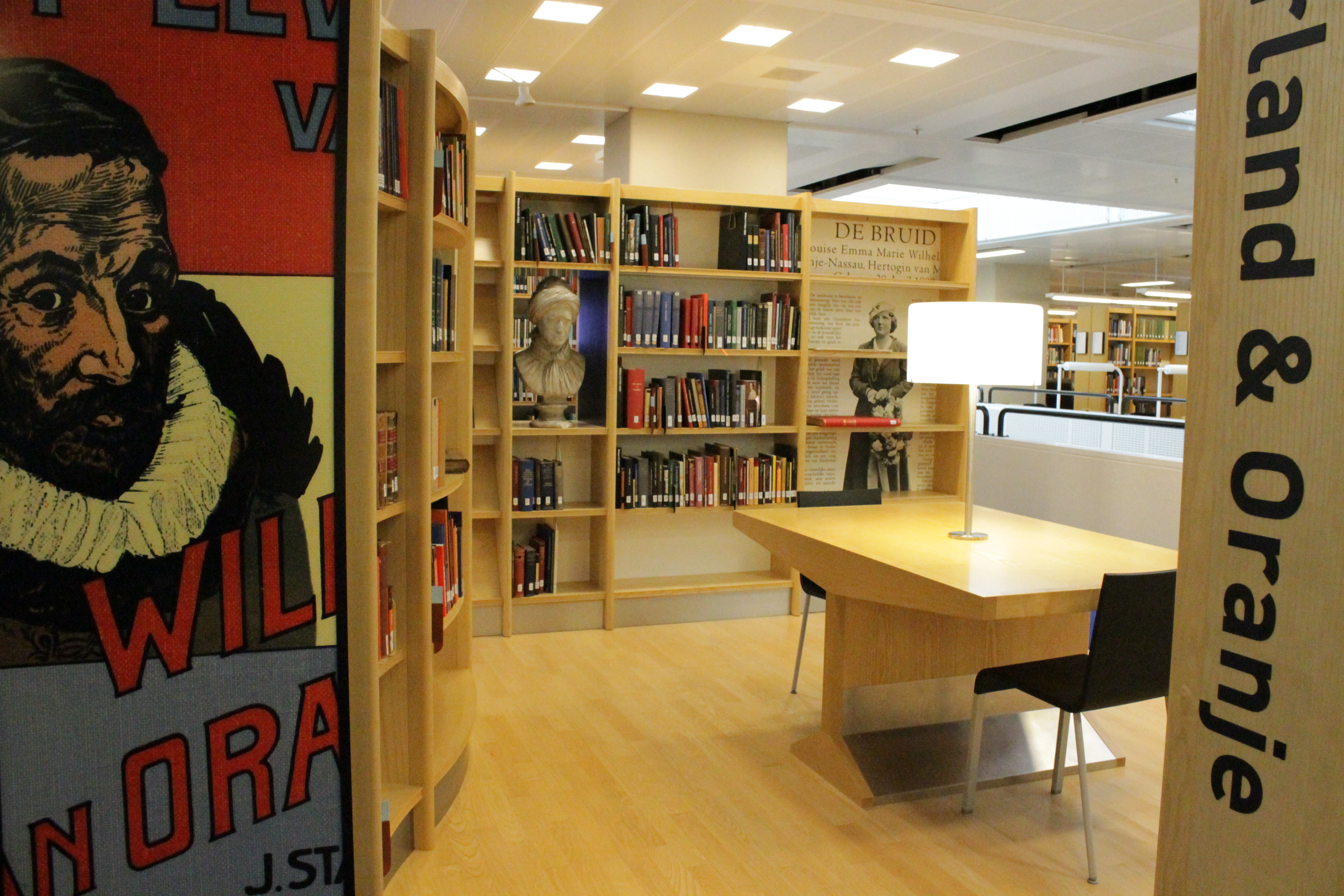
Freihandbereich

Die Aufgabe der KB besteht darin, das gedruckte (einschließlich der modernen digitalen Varianten) Erbe der Niederlande zu erwerben, katalogisieren, zu verwalten und verfügbar zu machen und jedermann Zugang zu Wissen und Kultur der Niederlande zu ermöglichen. Weiter leitet sie und koordiniert auch die Welt der öffentlichen Bibliotheken gemäß dem 'Wet stelsel openbare bibliotheekvoorzieningen' (Gesetz über die Einrichtung öffentlicher Bibliotheken) (WSOB). Zusammen mit der Universitätsbibliothek Leiden fungiert die Bibliothek als Wissenszentrum des Landes und stellt der Wissenschaft Informationen für Forschung und Studium zur Verfügung. Im Bestand der KB nehmen die Geisteswissenschaften eine zentrale Rolle ein, der Schwerpunkt liegt auf der niederländischen Geschichte, Sprache und Kultur.
Eine Jahreskarte für die Bibliothek kostet 15 Euro. Der Katalog der Bibliothek ist über das Internet frei zugänglich und auch über den KVK abfragbar.

## Geschichte
Am 17. August 1798 schlug der Politiker Albert Jan Verbeek (1758–1829) die Gründung einer Nationalbibliothek vor. Als Grundlage dafür soll die hinterlassene Büchersammlung des im Exil lebenden Statthalters Wilhelms V. dienen. Inzwischen war es zum Staatseigentum erklärt worden. Am 8. November 1798 fasste das Parlament den förmlichen Beschluss zur Errichtung einer Nationalbibliothek. Anfänglich war die Nationalbibliothek in einigen Räumen des ehemaligen Statthalterflügels auf dem Binnenhof untergebracht. Charles Sulpice Flament wurde 1799 zum Verwalter ernannt. Flament veröffentlichte 1800 den ersten Katalog der Nationalbibliothek. Da 1807 der neue König Lodewijk Napoleon in den Statthalterflügel einzog, musste die Bibliothek umziehen und wurde im Mauritshuis auf der anderen Seite des Binnenhofs untergebracht. Ab 1806 durfte sie sich Koninklijke Bibliotheek nennen. Der König verlieh ihm nicht nur diesen Titel, er tätigte auch mehrere wichtige Ankäufe für die Bibliothek, darunter die Sammlungen Saxe, Romswinckel und Visser. Nach der Eingliederung der Niederlande in das französische Reich ging das Eigentum an der Koninklijke Bibliotheek durch kaiserlichen Erlass vom 27. Juni 1811 auf die Gemeinde Den Haag über. Kaiser Napoleon Bonaparte verfügte auch, dass es den Kommissaren der Kaiserlichen Bibliothek in Paris erlaubt sein sollte, alle Bücher und Drucke, die in der Sammlung ihrer eigenen Bibliothek fehlten, aus der Sammlung zu stehlen. Viele Bücher und Drucke wurden nach Paris gebracht. Insbesondere viele Drucke würden nach dem Sturz Kaiser Napoleons nie zurückkehren.
Die Gemeinde Den Haag hatte kaum genug Geld, um die Sammlung zu verwalten, und musste außerdem eine jährliche Miete von 4.000 Gulden für das Gebäude zahlen. Als Prinz Willem Frederik der Nederlanden (1797–1881) 1813 in die Niederlande zurückkehrte, bot ihm die Gemeinde die Bibliothek an. Der inzwischen zum Landesherrn erklärte Willem Frederik übernahm die Bibliothek als Staatseigentum und übertrug dem Staat die Verantwortung für Verwaltung, Unterhalt und Miete. Nach seiner Amtseinführung als König der Niederlande im Jahr 1815 erwies sich Willem I. ebenso wie sein Vorgänger Lodewijk Napoleon als guter Förderer der Bibliothek. Er tätigte wichtige Ankäufe, um die Sammlung weiter auszubauen. Außerdem übertrug er während seiner Regentschaft verschiedene Sammlungen, darunter die des Kabinettssekretärs des Königs und die sogenannte Dillenburgische Bibliothek, aus seinem Privatbesitz. Wilhelm I. bestätigte die Verwendung des Königlichen Prädikats für den Namen der Bibliotheek.

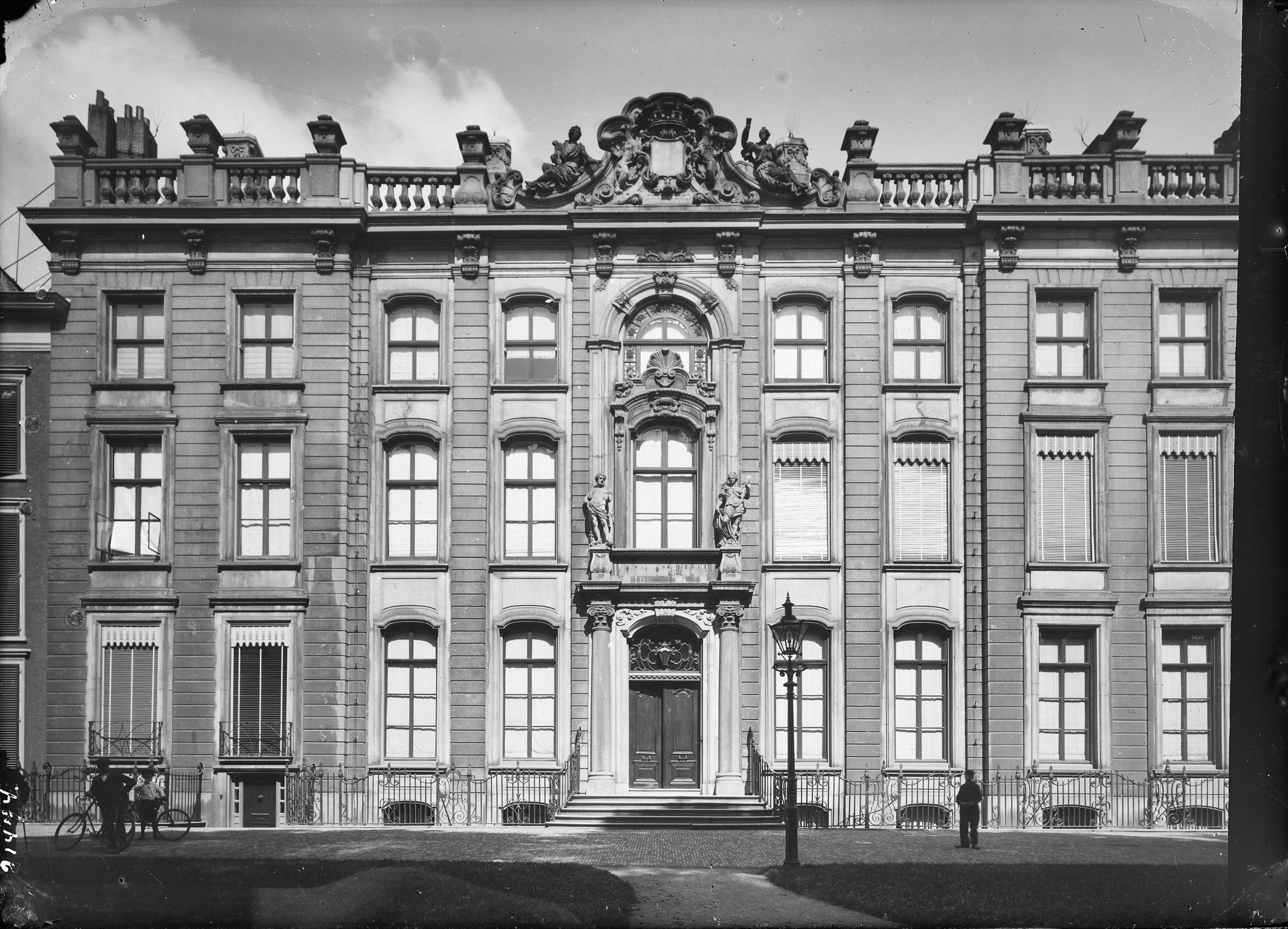
Fassade der Königliche Bibliothek Lange Voorhout um 1900

Nach einigen Jahren wurde die Größe der Koninklijke Bibliotheek für das Mauritshuis zu groß. 1821 zog die Bibliothek daher nach Huis Huguetan an der Lange Voorhout um, nachdem es zuvor renoviert worden war, um es für diesen Zweck geeignet zu machen. Durch den Zugang vieler Schenkungen und Nachlässe verfügte die Bibliothek über viele Dubletten. Daher wurde 1838 in dem Gebäude eine öffentliche Versteigerung organisiert, die zusätzlichen Platz für die ständig wachsende Sammlung schuf.
Auch die Organisation der Bibliothek wuchs: 1875 bestand sie aus dem Bibliothekar, einem stellvertretenden Bibliothekar, einem Büroangestellten, zwei Assistenten und einem Hausmeister, der sich um das Gebäude kümmerte. Im Jahr 1900 bestand die Organisation aus einem Bibliothekar, drei stellvertretenden Bibliothekaren, einem Amanuensis, zwei wissenschaftlichen Assistenten, einem Aushilfsbeamten, vier Assistenten, einem Hausmeister und einem Hilfshausmeister. Nicht zuletzt war die gestiegene Besucherzahl auch für das Wachstum der Belegschaft verantwortlich. Ein erster Lesesaal wurde 1888 und ein zweiter 1897 eröffnet. Auch das erwies sich als unzureichend, sodass die Besucher oft in den sogenannten 'Kunstzaal' ausweichen mussten. Diese wurde 1894 eröffnet, um Zugang zu der umfangreichen Sammlung von Drucken und Platten zu erhalten. 1890 besuchten 12.130 Personen die KB, 1900 waren es 26.631 Besucher. Aus diesem Grund wurde 1908 im Hinterhof in der Kazernestraat ein Raum hinzugefügt. Der neue Flügel hatte sechs Stockwerke auf einem Untergeschoss. Dazu gehörte ein neuer Lesesaal, der Platz für 84 Besucher bot. Der neue Raum enthielt die aktuellsten Bände von 450 Zeitschriften und viele Nachschlagewerke wie Enzyklopädien und Wörterbücher. Der 'Kunstzaal' wurde daraufhin geschlossen. Da der Lagerraum zu klein wurde, wurde 1956 ein 5-stöckiger Turm gebaut, der später auf 8 Stockwerke erweitert wurde, an der Kazernestraat, die durch einen Tunnel und eine Himmelsbrücke mit dem Hauptgebäude verbunden war. In der zweiten Hälfte der sechziger Jahre drohte das historische Gebäude unter der Bücherlast einzustürzen, was zu einer Noträumung und der Frage führte, wie mit diesem Problem in Zukunft umgegangen werden soll. Einige Jahre später wurde ein Teil eines Lagers nach Westeinde verlegt, wo die Zeitungssammlung und die Sammlungen des 'Depot van Nederlandse Publicaties' untergebracht waren. Im letzten Viertel des 20. Jahrhunderts war die KB eine der 3 staatlichen Institutionen, in denen Wehrdienstverweigerer aus Gewissensgründen vorübergehend ihren Ersatzwehrdienst für einen Zeitraum von 3 Monaten absolvieren konnten, bis zu ihrer dauerhaften Ernennung durch das Verteidigungsministerium und später die Ministerium für Soziale Angelegenheiten. 1976 wurde Pica in dem Gebäude untergebracht, das 1989 in ein eigenes Gebäude in Leiden umzog. Bei der Eröffnung des neuen Gebäudes in 1982 wurde ein Königlicher Dekret verkündet, Erlass vom 7. September 1982, betreffend die Regulierung der Koninklijke Bibliotheek als Nationalbibliothek.

## Sammlungen
Die älteren Sammlungen der KB konzentrierten sich auf die Geisteswissenschaften mit einem Schwerpunkt auf niederländischer Geschichte, Sprache und Kultur. In den frühen 1970er Jahren führte Jan Storm van Leeuwen, Kurator für Buchbindungen, Comics als neues Erwerbsgebiet ein. Aber seit 1974 werden alle Veröffentlichungen auf dem Gebiet der Exakte Wissenschaft und Gammawissenschaften auch im Rahmen des Depots niederländischer Veröffentlichungen gesammelt. Im Jahr 2016 enthielt die KB 7 Millionen Bibliotheksmaterialien. Das entspricht mehr als 115 Kilometern Regalfläche unter anderem für Bücher, Zeitungen, Zeitschriften, Landkarten, Handschriften und Broschüren. Die Sammlung umfasst fast die gesamte niederländische Literatur, von einer großen Anzahl mittelalterlicher Handschriften bis zu den neuesten Veröffentlichungen. Die KB verfügt über die größte Sammlung von Schachliteratur in Europa, die sogenannte Bibliotheca Van der Linde-Niemeijeriana, die etwa 40.000 Bände umfasst. Die KB sammelt auch E-Books (2.500 neue Artikel in 2016), digitale Zeitschriftenartikel (2,6 Millionen neue Artikel in 2016) und speichert jährlich Hunderte von ganzen Websites (1800 in 2016).

## Depot van Nederlandse Publicaties
Trotz vieler Versuche früherer Kommissionen und des 'Studiecommissie Wettelijk Depot' (Studienausschuss für Pflichtexemplare) wurde kein Pflichtexemplar eingerichtet. Aus diesem Grund startete die KB am 1. Januar 1974 eine freiwillige Hinterlegung niederländischer Veröffentlichungen. 1985 wurden per Dekret des Ministerrates die Ministerien und Institutionen sowie von der Regierung subventionierte Institutionen verpflichtet, der KB ein kostenloses Exemplar ihrer Veröffentlichungen zu übermitteln. Die KB strebt eine möglichst vollständige niederländische Sammlung von Büchern, Zeitschriften und geografischen Karten an, die in den Niederlanden veröffentlicht, von Niederländern im Ausland oder über die Niederlande geschrieben wurden. Musikalien (weil das Erscheinungsaufkommen pro Jahr zu groß für die Bearbeitung im Depot war) und Braille-Bücher (um nicht unnötig Exemplare aus Blindenbibliotheken zu entnehmen) wurden von vornherein ausgeschlossen. Anfänglich wurden auch lokale Haus-zu-Haus-Zeitungen aufgenommen, deren Erwerb jedoch 1992 eingestellt wurde. Die Titeldaten der Veröffentlichungen sind in der Niederländischen Bibliographie enthalten. 1976 wurde die Herausgeberschaft von 'Brinkman's Cumulatieve Catalogus van Boeken' vom Samsom-Sijthoff-Verlag übernommen, wodurch es den Status einer Nationalbibliografie erhielt. Die KB übt seit 1974 die Depot-Aufgaben aus und verwaltet damit einen Teil des niederländischen Kulturerbes. Um die Interessen der Urheberrechtsinhaber zu wahren, können die Publikationen nur vor Ort konsultiert werden, es sei denn, der Urheberrechtsinhaber stimmt einer Online-Konsultation zu.

## Gehäuse
1973 vergab die Government Buildings Agency den Auftrag an die Architekten A. Hagoort, P.B.M. van der Meer und A.J. Trotz vom Büro OD205. für einen Neubau, mit dessen Bau 1977 begonnen wurde. Seit 1982 befindet sich die Bibliothek in einem modernen Gebäude im Prins Willem Alexanderhof in Den Haag neben dem Bahnhof Den Haag Centraal. Der Gesamtkomplex umfasst ca. 55.000 m² Netto- und ca. 78.000 m² Bruttofläche (Bruttoinhalt 305.000 m³). Das Gebäude, das von 5.200 weißen Aluminiumplatten geprägt ist, die die Fassaden mit abgerundeten Ecken und zurückgesetzten Fassadenflächen verkleiden, steht neben dem Nationaal Archief. Das Gebäude beherbergt auch das Literatuurmuseum (einschließlich das Kinderbuchmuseum), RKD (Staatliche Agentur für künstlerische Dokumentation) und die Büros von Europeana, DEN (Digitales Erbe Niederlande), Ligue des Bibliothèques Européennes de Recherche (LIBER) und IFLA (International Federation of Library Associations and Institutions). Das CDNL-Sekretariat ist ebenfalls im KB-Gebäude untergebracht.

## Galerie

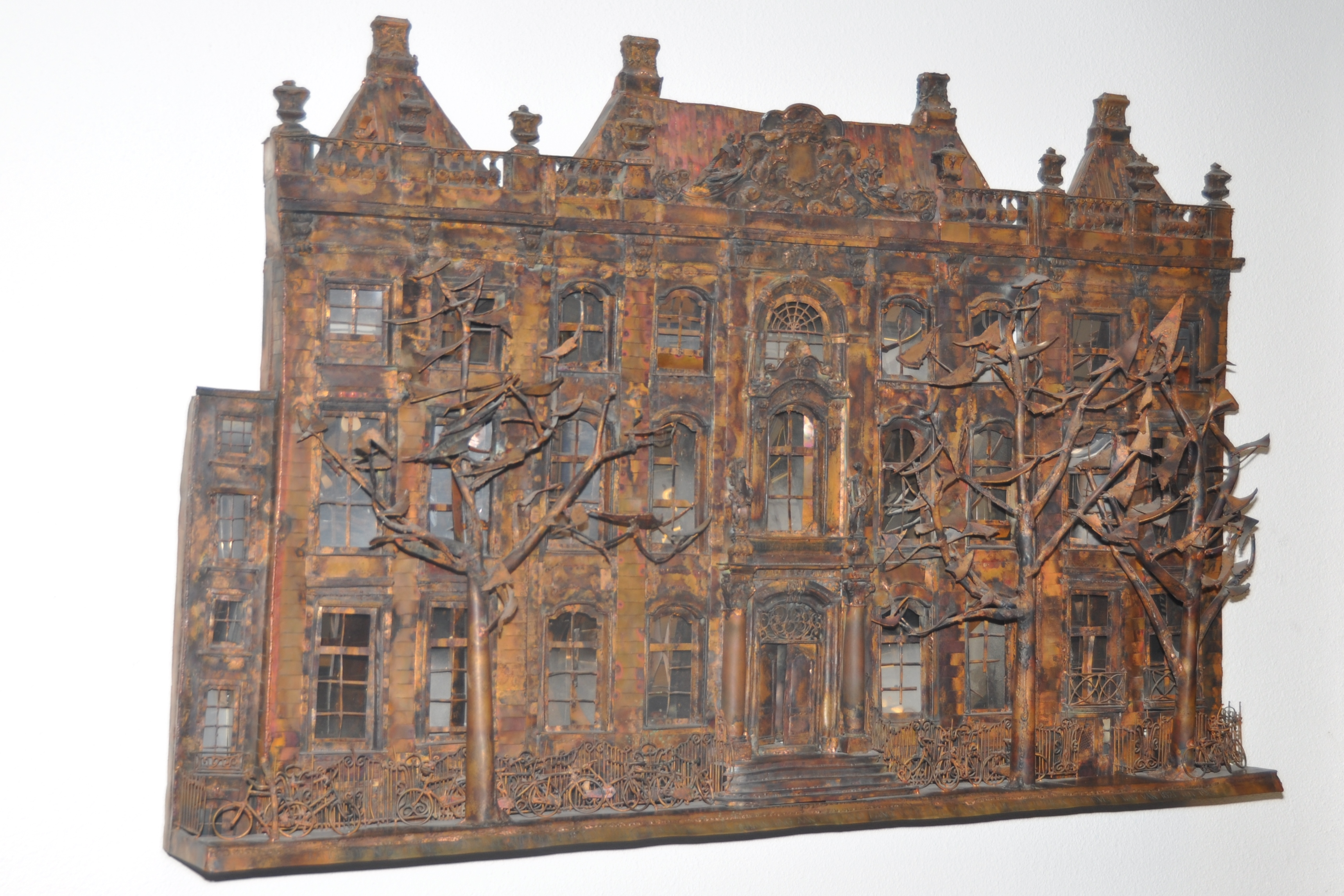
Skulptur der Vorderseite der Koninklijke Bibliotheek, 1821–1982, im Lesesaal des heutigen Gebäudes, 2014
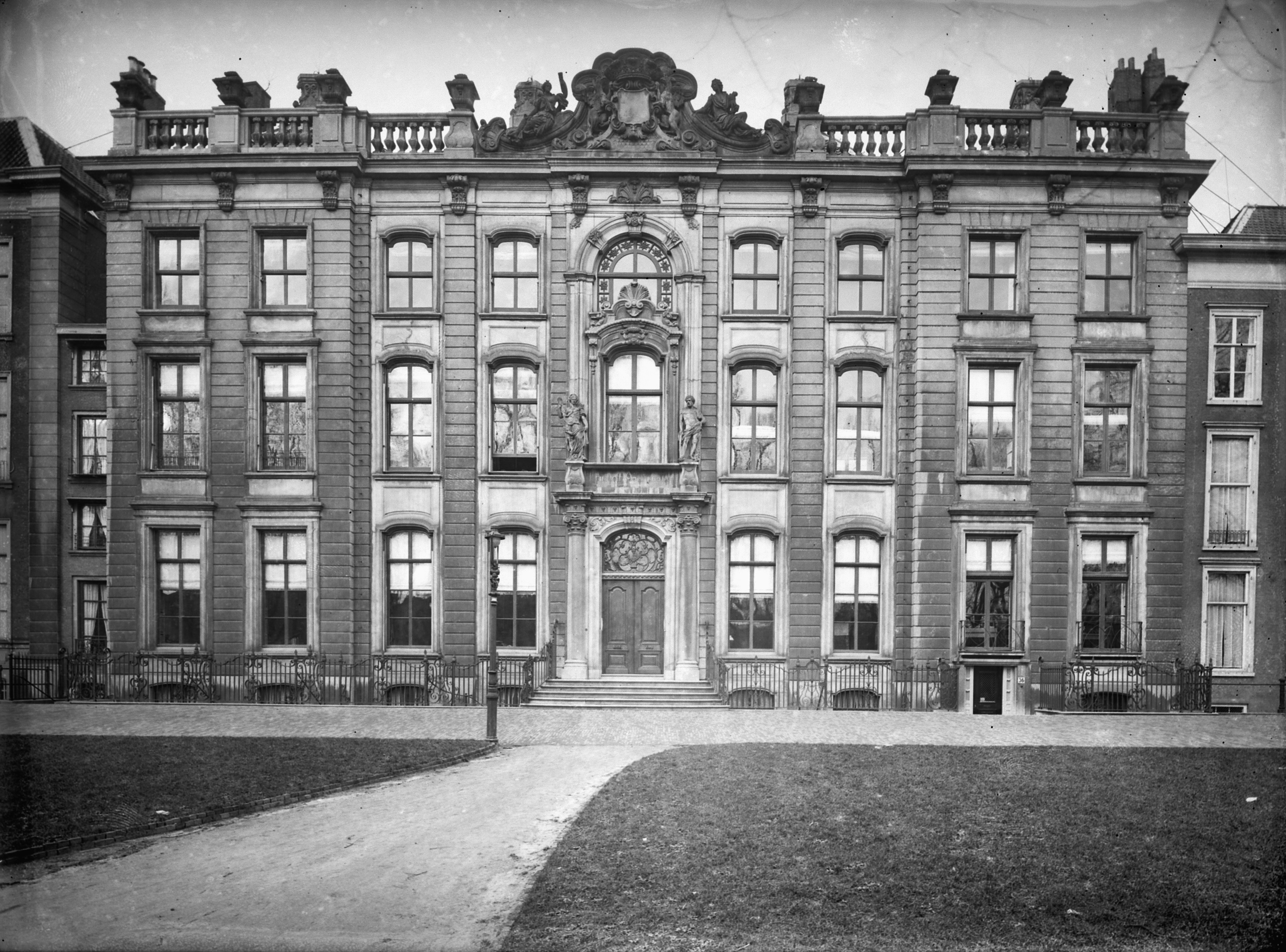
Fassade des KB auf Lange Voorhout, Januar 1925
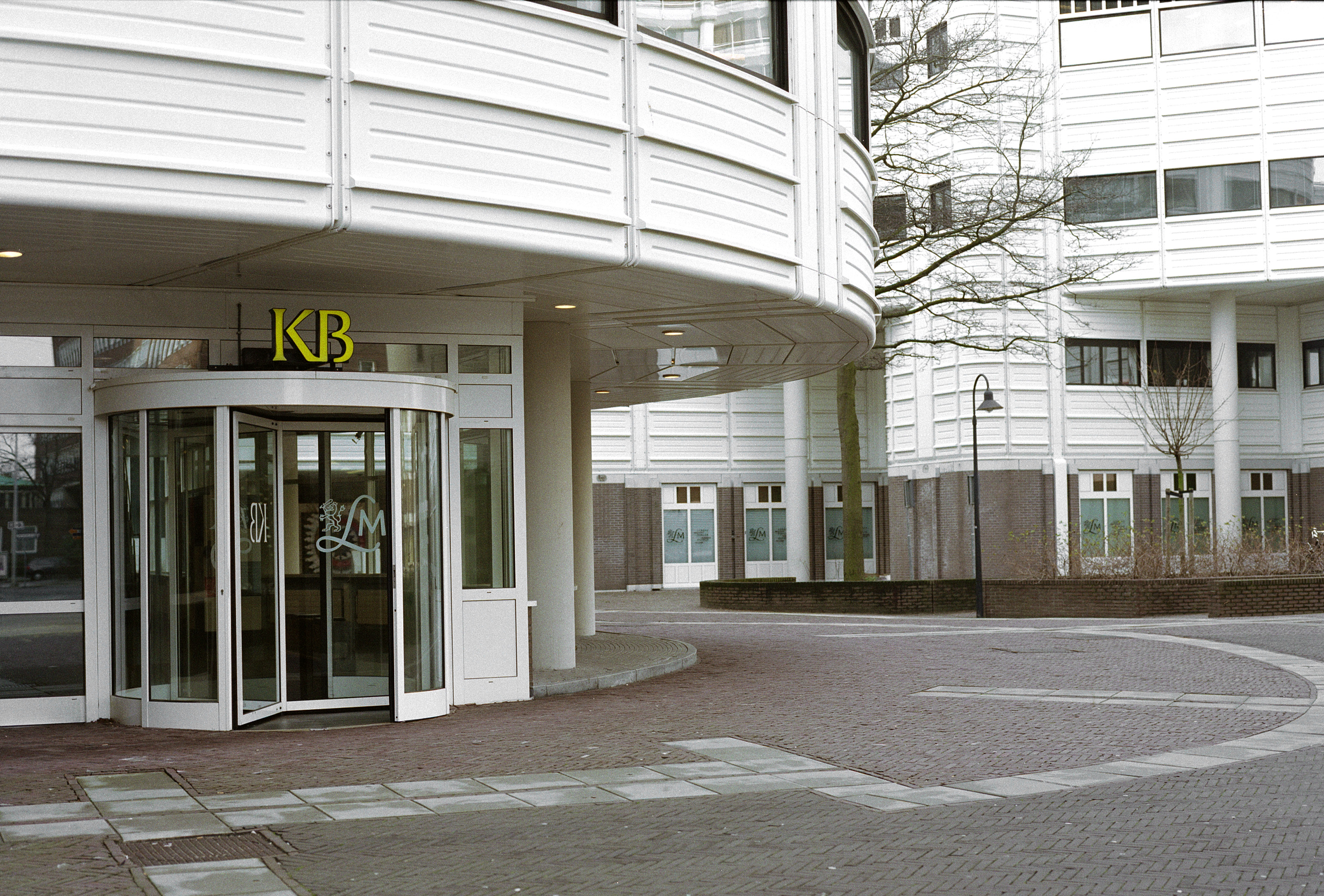
Haupteingang KB, 2007
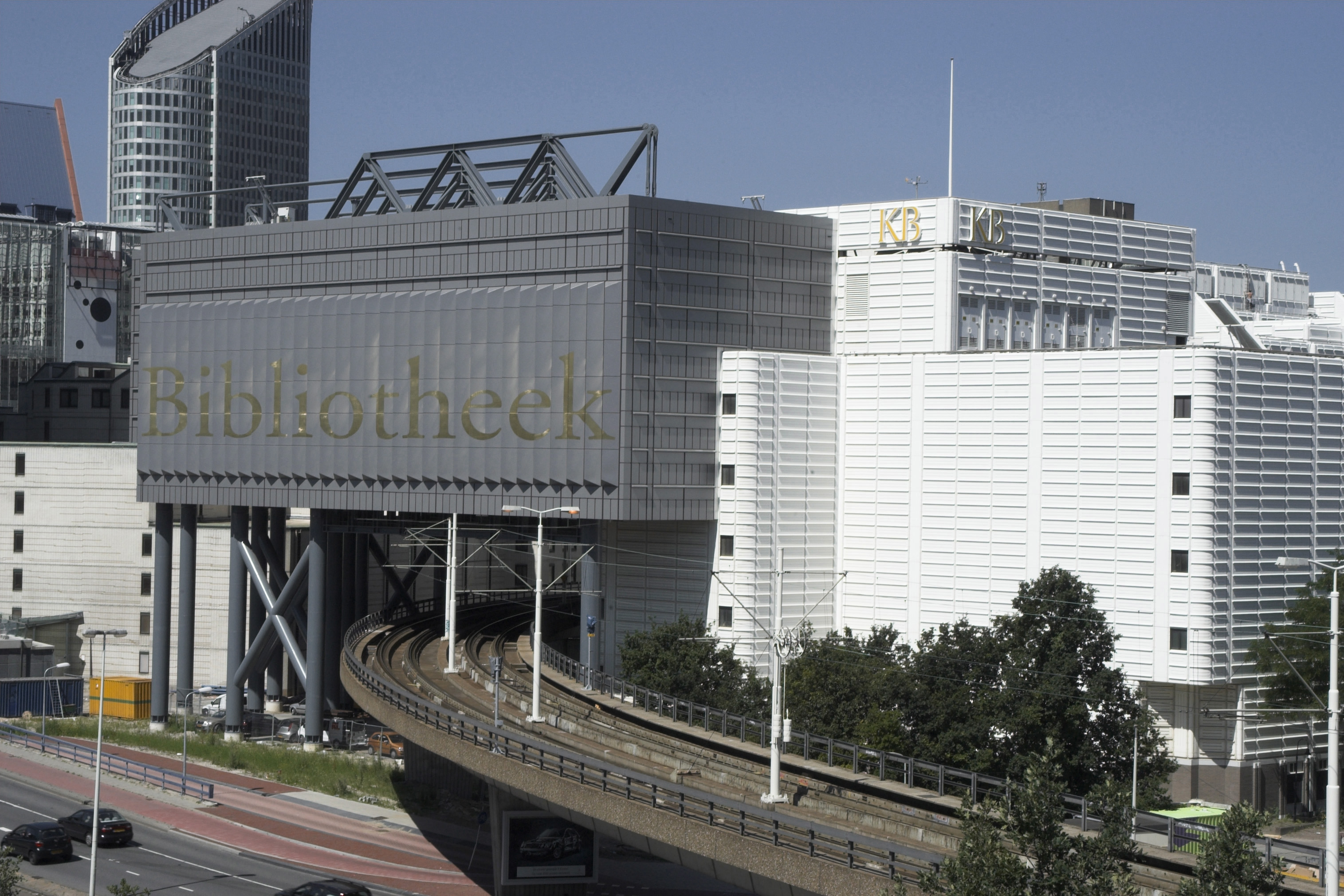
Rückseite und Magazin KB, 2009
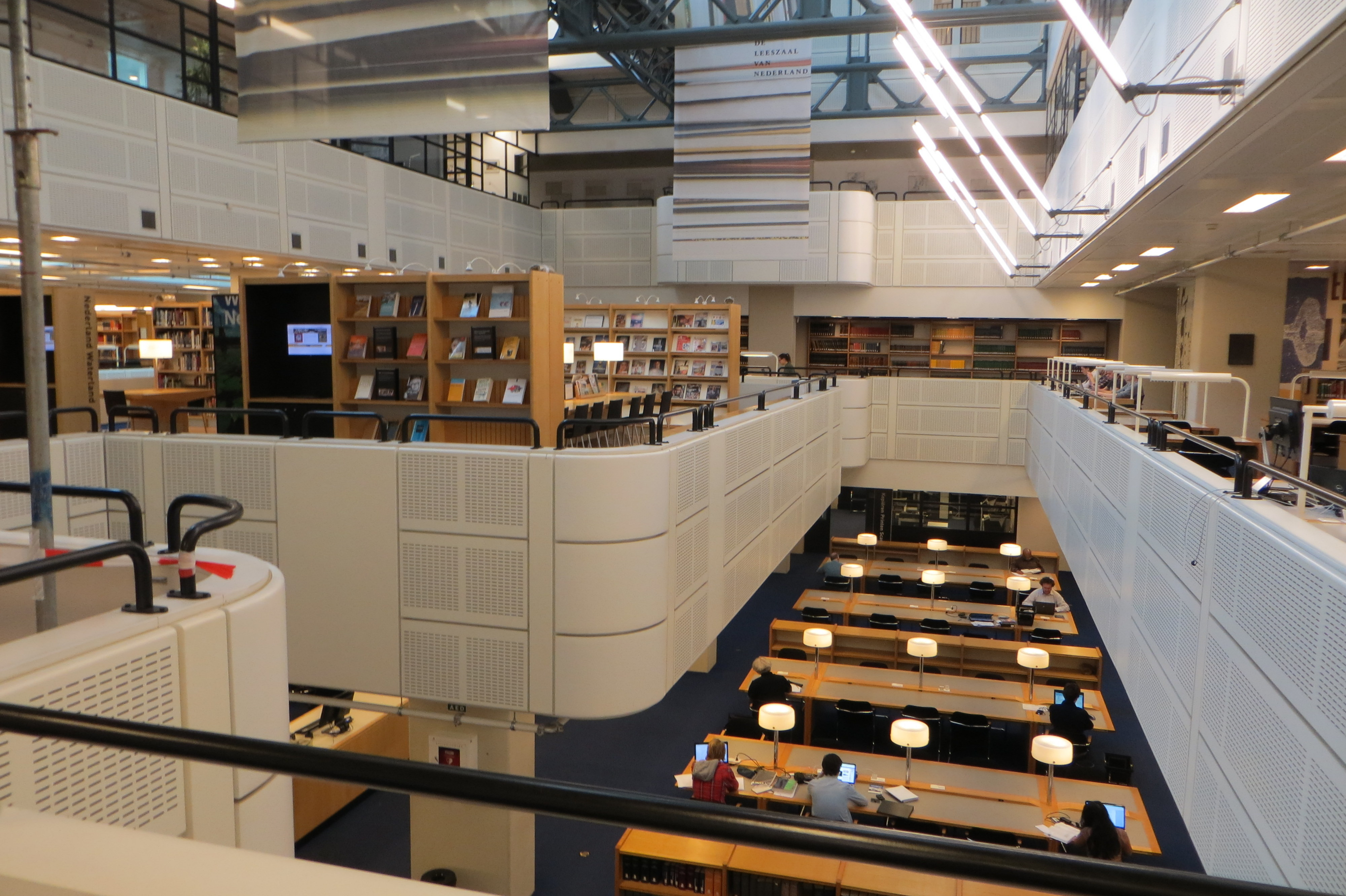
Lesezimmer KB, 2015
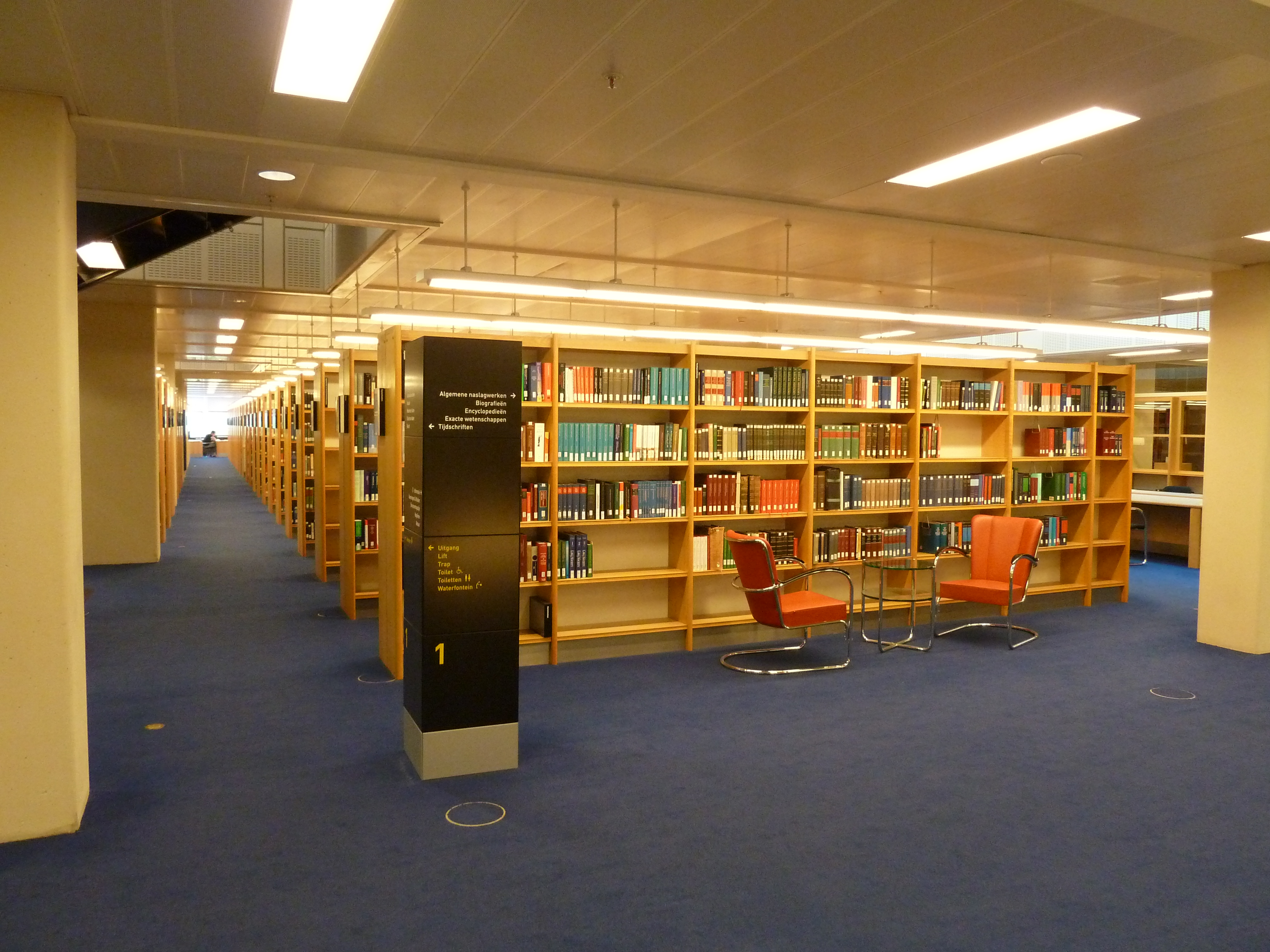
Lesezimmer KB, 2013
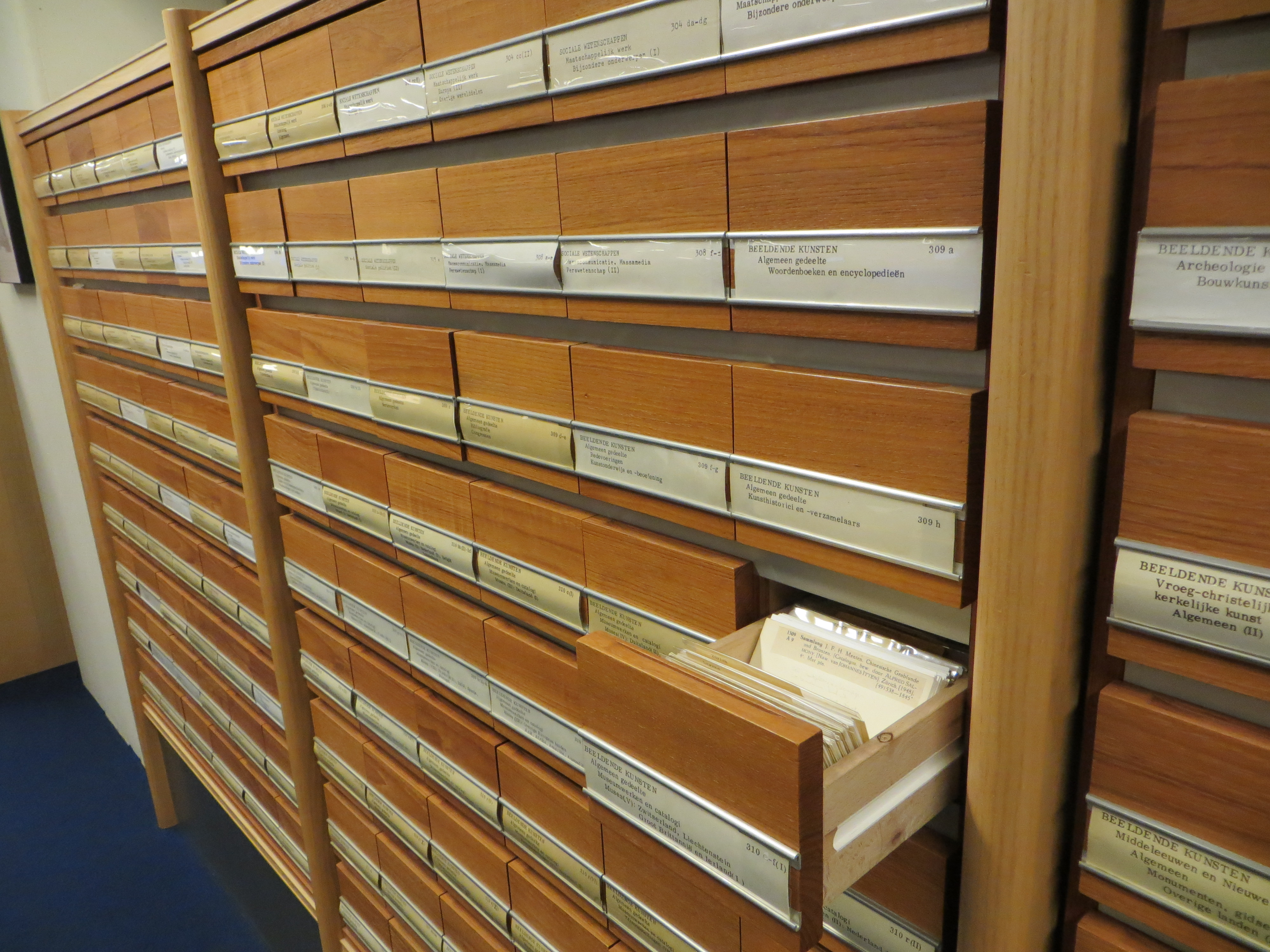
Alter Katalog KB, 2015
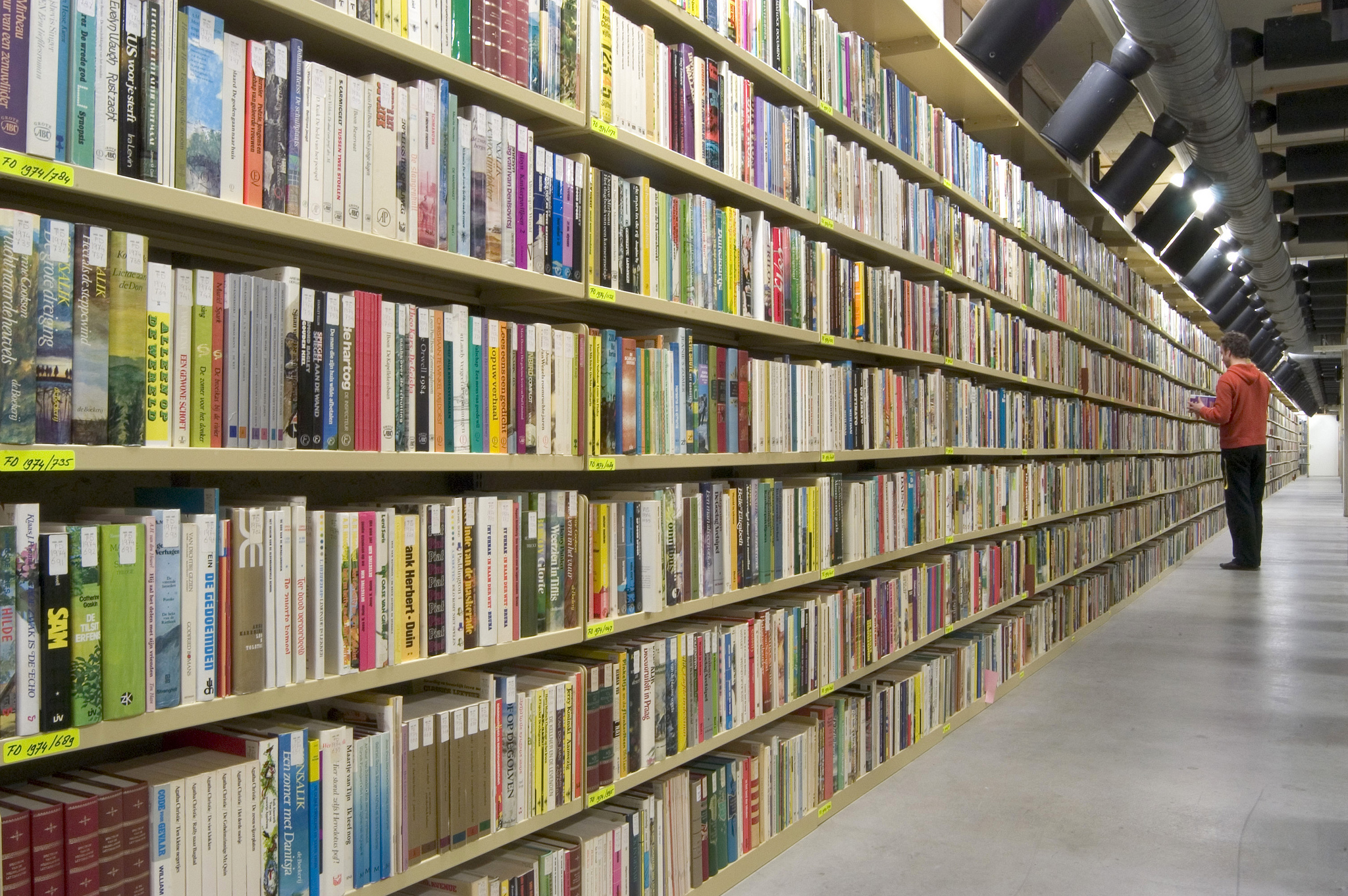
KB Magazin, 2009
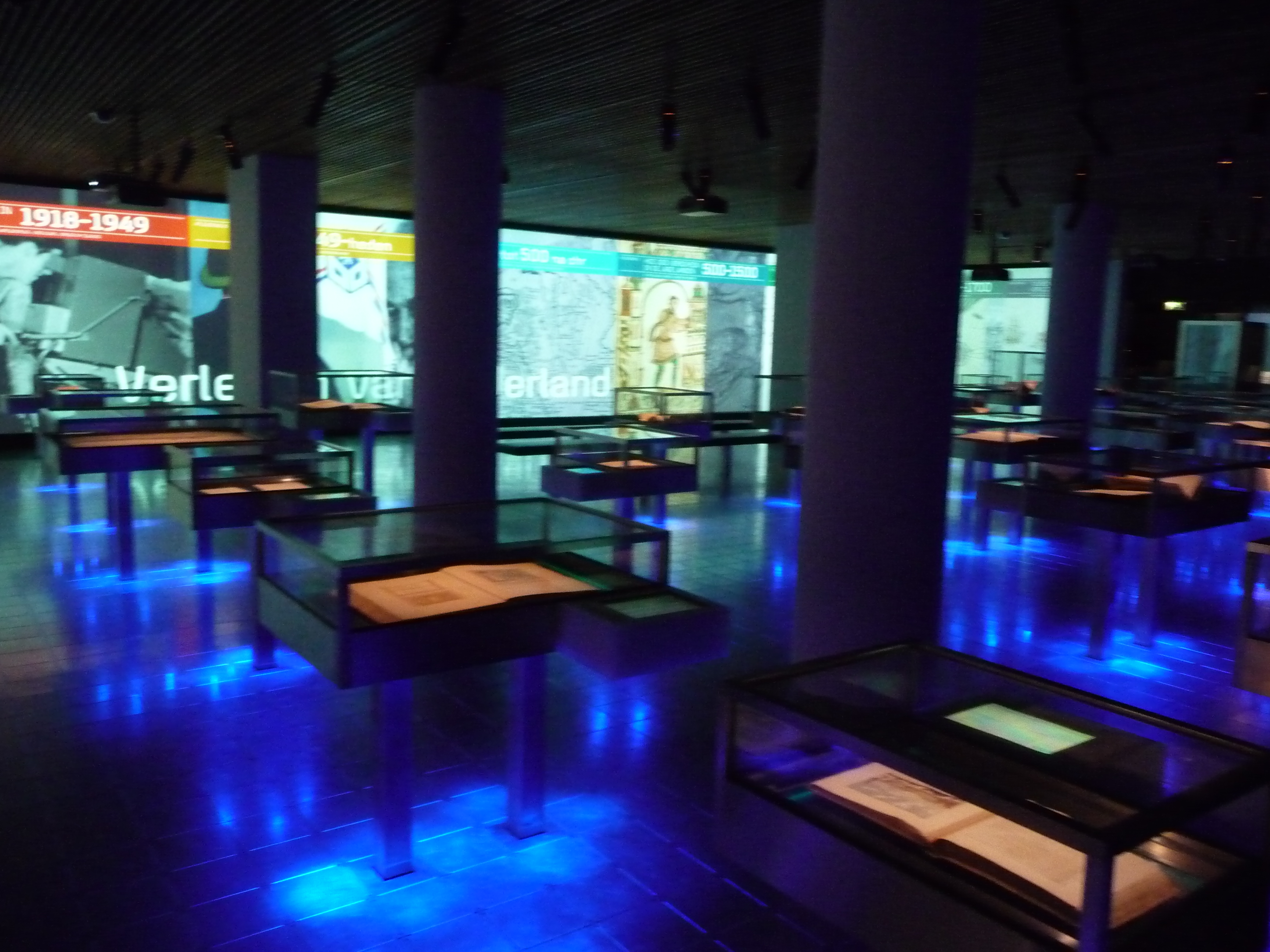
Ausstellungsraum Meisterwerke KB, 2008
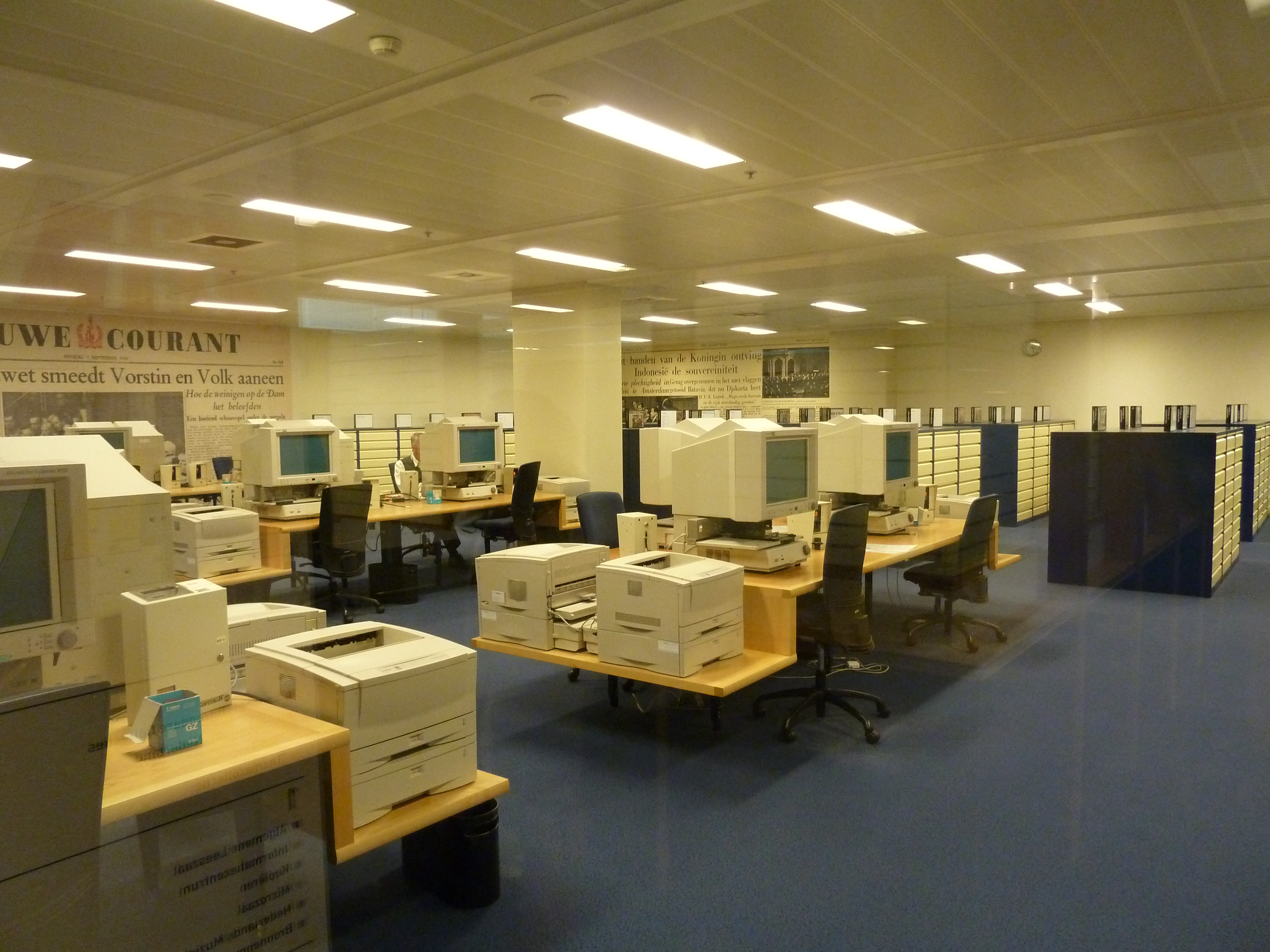
Raum für Mikrofiche und Mikrofilm KB, 2013